# Claude-Nicolas de Lorimier de La Rivière
Claude-Nicolas de Lorimier de La Rivière, né le 22 mai 1705 à Lachine et mort le 15 décembre 1770 à  Lachine, est un officier de la Nouvelle-France, capitaine des troupes de la Marine et commandant du Fort de La Présentation.

## Biographie
Claude-Nicolas de Lorimier de La Rivière était le fils de l'officier Guillaume de Lorimier de La Rivière et de Marie-Marguerite Chorel de Saint-Romain, dit d’Orvilliers.
Il fut nommé enseigne en second en 1726, enseigne en 1733, lieutenant en 1741 et capitaine en 1749. 
Le 7 janvier 1730, il épousa Marie-Louise, fille de Michel Lepailleur de Laferté (notaire royal, juge sénéchal, substitut du procureur du roi, lieutenant général civil et criminel) et de Catherine Jérémie, dit Lamontagne. Ils eurent dix enfants dont le futur député Claude-Nicolas-Guillaume de Lorimier (1744-1825).
En 1757, il accompagnait l’armée du Marquis Louis-Joseph de Montcalm en qualité d’officier de liaison des détachements auxiliaires amérindiens. Le rôle qui lui était dévolu découlait de sa bonne connaissance des tribus amérindiennes lors de sa nomination au fort Michillimakinac. 
En 1749, il fut élevé au grade de capitaine responsable de la garnison du Lac-des-Deux-Montagnes à Oka. 
En 1755, il fut nommé commandant du fort de La Présentation.
En 1756, il commanda des troupes durant la bataille de Fort Bull sous les ordres de Gaspard-Joseph Chaussegros de Léry qui débouchèrent sur la prise et la destruction du fort britannique.
En janvier 1759, il reçoit la croix de l'Ordre de Saint-Louis.
En avril 1760, il fut blessé lors de la bataille de Sainte-Foy.
Après la perte du Canada, Claude-Nicolas de Lorimier de La Rivière s'installa dans la vallée de l'Ohio où la présence française dans la vallée de l'Ohio était importante sur la route vers le Pays des Illinois et la Louisiane française. Il mourut le 15 décembre 1770 et fut enterré dans sa ville natale de Lachine.